# Лютинськ
Люти́нськ (раніше — Лутинськ) — село в Україні, у Дубровицькій міській громаді Сарненського району Рівненської області. До 2020 року підпорядковувалося Лютинській сільській раді. Населення становить 1165 осіб (2011).

## Назва
Назва села Лютинськ пояснюється тим, що нібито у поселенні від початку заснування від початку заснування проживав пан, який за вдачею був дуже сердитий, ніколи нічим не задоволений, а від так — лютий чоловік.[джерело?]
У минулому називався Лутинськ. Польською мовою згадується як Lutyńsk, російською — як Лютынскъ.

## Географія
Село розташоване на півночі громади, за 14 км від центру громади м. Дубровиця. Через село пролягає автошлях Н25, який з'єднує село із центром громади. Поблизу села протікає річка Сирень (притока Горині).[джерело?]
На північному заході росте хвойний ліс, на сході протікає річка Горинь, на південному заході межує з селом Ясинець, на південному сході з селом Селець.[джерело?]
Площа села — 1,063 км². Поблизу села — річка Горинь. Згідно з дослідженням 2017 року, за яким оцінювалися масштаби антропогенної трансформації території Дубровицького району внаслідок несанкціонованого видобутку бурштину, екологічна ситуація села характеризувалася як «передкризова».
Сусідні населені пункти:[джерело?]

### Клімат
Клімат у селі вологий континентальний («Dfb» за класифікацією кліматів Кеппена). Опадів 612 мм на рік. Найменша кількість опадів спостерігається в лютому й сягає у середньому 29 мм. Найбільша кількість опадів випадає в червні — близько 89 мм. Різниця в опадах між сухими та вологими місяцями становить 60 мм. Пересічна температура січня — -5,7 °C, липня — 18,6 °C. Річна амплітуда температур становить 24,3 °C.
| Клімат Лютинська                  | Клімат Лютинська | Клімат Лютинська | Клімат Лютинська | Клімат Лютинська | Клімат Лютинська | Клімат Лютинська | Клімат Лютинська | Клімат Лютинська | Клімат Лютинська | Клімат Лютинська | Клімат Лютинська | Клімат Лютинська | Клімат Лютинська |
| Показник                          | Січ.             | Лют.             | Бер.             | Квіт.            | Трав.            | Черв.            | Лип.             | Серп.            | Вер.             | Жовт.            | Лист.            | Груд.            | Рік              |
| Середній максимум, °C             | −2,7             | −1,3             | 3,4              | 12,4             | 19,3             | 22,9             | 23,9             | 23,1             | 18,2             | 11,7             | 4,8              | 0,0              | 11,3             |
| Середня температура, °C           | −5,7             | −4,5             | −0,3             | 7,5              | 13,7             | 17,5             | 18,6             | 17,7             | 13,2             | 7,7              | 2,3              | −2,5             | 7,1              |
| Середній мінімум, °C              | −8,6             | −7,7             | −3,9             | 2,7              | 8,2              | 12,1             | 13,3             | 12,3             | 8,3              | 3,8              | −0,2             | −5               | 2,9              |
| Норма опадів, мм                  | 36               | 29               | 29               | 42               | 57               | 89               | 81               | 64               | 57               | 45               | 41               | 42               | 612              |
| --------------------------------- | ---------------- | ---------------- | ---------------- | ---------------- | ---------------- | ---------------- | ---------------- | ---------------- | ---------------- | ---------------- | ---------------- | ---------------- | ---------------- |
| Джерело: Climate-Data.org (англ.) |                  |                  |                  |                  |                  |                  |                  |                  |                  |                  |                  |                  |                  |

## Історія
Знайдені докази, що ще в добу мезоліту на території села проживали люди. У V—VIII ст. тут проживали деревляни. Після розпаду Київської Русі ці землі ввійшли до Київського князівства.[джерело?]
Село вперше згадується 1576 року. Князь Юрій Іванович Гольшанський у своєму заповіті залишив на користь своєї дружини, Марії Андріївни Сангушко, замок Вишгород (Висоцьк), двір Велєнь, двір Струга, села Лютиничі (Лютинськ) та інші. Текст у заповіті звучить так: «двор мой Вєлєнь с пашнею дворною і з людьмі, і со всім статком, а дворец мой которий єсмі купіл у Щоки Яцковича на ймя Стругу, также с пашнямі дворними і з людьмі, і со всім статком, а к тим двором сёла мої на ймя Лютиничі, з боярскими імєня, коториє держал от мене Івашко Корнач а Васко Булгакович». Дослідник Литовської метрики Юзеф Вольф датує сам заповіт 1528—1529 роками. Пізніше заповіт підтвердив польський король Сигізмунд I Старий 2 і 5 травня 1537 р. Своїм розпорядженням король наказував синам Юрія Івановича Гольшанського від Уляни Іванівни Боровської, Івану та Володимиру, передати Лютиничі законній спадкоємиці — мачусі Марії.[джерело?]
Це була земля роду Гольшанських. Наприкінці XVI століття село Лютинськ входило до Пінського повіту Брестсько-Литовського воєводства. Коли Правобережжя було приєднано до Російської імперії, Лютинськ входить до Пінського повіту Мінської губернії, а в 1805 році був віднесений до Ровенського повіту Волинської губернії.[джерело?]
До 1917 року село входило до складу Російської імперії. У 1906 році село входило до складу Висоцької волості Рівненського повіту Волинської губернії Російської імперії. У 1918—1920 роки нетривалий час перебувало в складі Української Народної Республіки.
Коли почалася Перша світова війна значну кількість чоловіків було мобілізовано. В регіоні панував голод. Коли царське правління замінив Тимчасовий уряд він нічого не міг зробити.[джерело?]
У 1921—1939 роки входило до складу Польщі. У 1921 році село входило до складу гміни Висоцьк Сарненського повіту Поліського воєводства Польської Республіки. Після Першої світової війни Лютинськ з Західною Україною відходить до Польщі. Почалися утиски українців — заборонялася українська мова, почалося ополячення та окатоличення. 1 січня 1923 року розпорядженням Ради Міністрів Польщі Висоцька гміна вилучена із Сарненського повіту і включена до Столінського повіту. У 1935 році село Лютинськ разом з хутором Кошари та лісничівкою Рівчаки належало до однойменної громади гміни Висоцьк Поліського воєводства.
З 1939 року — у складі Рівненської області УРСР. У роки Другої світової війни деякі мешканці села долучилися до національно-визвольної боротьби в лавах УПА та ОУН. Загалом встановлено 15 жителів села, які брали участь у визвольних змаганнях, з них 7 загинуло, 7 було репресовано.
1 вересня 1939 року гітлерівські війська напали на Польщу, зв'язані з нею договірними зобов'язаннями. Англія і Франція оголосили війну Німеччині. Почалася Друга світова війна. Значна кількість населення краю з радістю зустріла радянських воїнів, що ввійшли на територію Західної України. Почалися, так звані, соціально-економічні перетворення. Запроваджувалася безплатна медична допомога, зросла кількість лікарень, поліклінік, амбулаторій. Утворилася система соціального забезпечення. Було реорганізовано систему освіти. Усі охочі могли навчатися в школі рідною мовою. Розширювалася мережа культосвітніх закладів, проголошувалося створення умов для розвитку науки, літератури, мистецтва. Але тільки в межах потреб офіційної влади. Розподілялися серед незаможних селян поміщицькі землі. Землю Воробинського графа Плятера розподілив селянський комітет на чолі з активістом Йосипом Лукашовичем Мосійчуком. 22 червня 1941 року почалася німецько-радянська війна. Вже 1 липня 1941 року окупанти зайняли село. Деяких жителів села вивезли в Німеччину. Село Лютинськ у період війни вважалося як важливий опорний і стратегічний пункт у розгортанні партизанського руху. Зокрема, через село пролягала законспірована дорога від Зарічного на Лунінець. Саме біля урочища «Дуби», навпроти села Велюнь, досить часто переправлялися партизани на бойові завдання до залізниці. Також багато односельців допомагало загонам ОУН-УПА.[джерело?]
10 січня 1944 року. Ця дата вважається визволенням від німців села Лютинськ. Саме тоді увійшли частини Радянської армії. Це були підрозділи 447 стрілецького Пінського полку під командуванням Макарова А. Т. Цей полк входив до 397 стрілецької Сарненської червонопрапорної ордену Кутузова II ступеня дивізії. Німці по лінії кордону з Білоруссю змогли налагодити оборону і втримати на деякий час наступ радянських військ.[джерело?]
У 1947 році село Лютинськ підпорядковувалося Лютинській сільській раді Висоцького району Ровенської області УРСР.
21 січня 1986 року виконавчий комітет Ровенської обласної ради ухвалив рішення про об'єднання Людинської та Лютинської сільради в одну Людинську сільраду з центром у селі Людинь (постанову опубліковано 1 січня 1987 року). Проте вже 22 липня 1989 року виконавчий комітет Ровенської обласної ради народних депутатів ухвалив рішення про утворення Лютинської сільської ради з центром в селі Лютинськ (постанову опубліковано 15 серпня 1989 року).
Відповідно до прийнятої в грудні 1989 року постанови Ради Міністрів УРСР село занесене до переліку населених пунктів, які зазнали радіоактивного забруднення внаслідок аварії на Чорнобильській АЕС, жителям виплачувалася грошова допомога. Згідно з постановою Кабінету Міністрів Української РСР, ухваленою в липні 1991 року, село належало до зони гарантованого добровільного відселення. На кінець 1993 року забруднення ґрунтів становило 3,75 Кі/км² (137Cs + 134Cs), молока — 4,45 мКі/л (137Cs + 134Cs), картоплі — 1,14 мКі/кг (137Cs + 134Cs), сумарна доза опромінення — 183 мбер, з якої: зовнішнього — 49 мбер, загальна від радіонуклідів — 134 мбер (з них Cs — 123 мбер).
Відповідно до Розпорядження Кабінету Міністрів України від 12 червня 2020 року № 722-р «Про визначення адміністративних центрів та затвердження територій територіальних громад Рівненської області» увійшло до складу Дубровицької міської громади.

## Населення
Станом на 1859 рік, у власницькому селі Лютинськ налічувалося 47 дворів та 386 жителів (196 чоловіків і 190 жінок), з них 381 православних і 5 євреїв. За переписом населення Російської імперії 1897 року в селі мешкало 752 особи, з них: 369 чоловіків та 383 жінки; 705 православних. Станом на 1906 рік у селі було 98 дворів та мешкало 807 осіб.
За переписом населення Польщі 10 вересня 1921 року в селі налічувалося 179 будинків та 1070 мешканців, з них: 534 чоловіки та 536 жінок; 1034 православні та 36 юдеїв; 766 поляків, 292 українці та 12 євреїв.
Згідно з переписом УРСР 1989 року чисельність наявного населення села становила 1437 осіб, з яких 693 чоловіки та 744 жінки. На кінець 1993 року в селі мешкало 1342 жителі, з них 334 — дітей.
За переписом населення України 2001 року в селі мешкало 1270 осіб. Станом на 1 січня 2011 року населення села становить 1165 осіб. Густота населення — 1229,54 особи/км².

### Мова
Розподіл населення за рідною мовою за даними перепису 2001 року:
| Мова       | Відсоток |
| ---------- | -------- |
| українська | 99,77 %  |
| російська  | 0,15 %   |
| білоруська | 0,08 %   |

### Вікова і статева структура
Структура жителів села за віком і статтю (станом на 2011 рік):
| Вік   | Чоловіків | Жінок | Разом |
| ----- | --------- | ----- | ----- |
| 0-17  | 143       | 140   | 283   |
| 18-39 | 165       | 126   | 291   |
| 40-59 | 162       | 145   | 307   |
| 60+   | 96        | 188   | 284   |
| Разом | 566       | 599   | 1165  |

### Соціально-економічні показники
| Працездатне населення | Працездатне населення | Працездатне населення | Працездатне населення | Працездатне населення | Працездатне населення | Непрацездатне населення | Непрацездатне населення | Непрацездатне населення | Непрацездатне населення | Непрацездатне населення | Непрацездатне населення | Все населення |
| Чоловіки              | Чоловіки              | Жінки                 | Жінки                 | Разом                 | Разом                 | Чоловіки                | Чоловіки                | Жінки                   | Жінки                   | Разом                   | Разом                   | 1165          |
| ос.                   | %                     | ос.                   | %                     | ос.                   | %                     | ос.                     | %                       | ос.                     | %                       | ос.                     | %                       | 1165          |
| --------------------- | --------------------- | --------------------- | --------------------- | --------------------- | --------------------- | ----------------------- | ----------------------- | ----------------------- | ----------------------- | ----------------------- | ----------------------- | ------------- |
| 198                   | 16                    | 272                   | 23                    | 470                   | 40                    | 124                     | 10                      | 170                     | 14                      | 294                     | 25                      | 1165          |

| Зайняті  | Зайняті  | Зайняті | Зайняті | Зайняті | Зайняті | Безробітні | Безробітні | Безробітні | Безробітні | Безробітні | Безробітні | Все населення |
| Чоловіки | Чоловіки | Жінки   | Жінки   | Разом   | Разом   | Чоловіки   | Чоловіки   | Жінки      | Жінки      | Разом      | Разом      | 1165          |
| ос.      | %        | ос.     | %       | ос.     | %       | ос.        | %          | ос.        | %          | ос.        | %          | 1165          |
| -------- | -------- | ------- | ------- | ------- | ------- | ---------- | ---------- | ---------- | ---------- | ---------- | ---------- | ------------- |
| 66       | 6        | 136     | 12      | 202     | 17      | 198        | 17         | 70         | 6          | 268        | 23         | 1165          |

| Дорослі | Діти | Пенсіонери | Інваліди Німецько-радянської війни | Учасники бойових дій | Інваліди всіх груп і категорій | Люди, які обслуговуються служб. соц. допом. на дому | Неповні сім'ї | Діти з неповних сімей | Багатодітні сім'ї | Діти з багатодітних сімей | Діти-інваліди | Діти-сироти | Одинокі багатодітні матері |
| ------- | ---- | ---------- | ---------------------------------- | -------------------- | ------------------------------ | --------------------------------------------------- | ------------- | --------------------- | ----------------- | ------------------------- | ------------- | ----------- | -------------------------- |
| 859     | 318  | 370        | 2                                  | 6                    | 82                             | 18                                                  | 18            | 23                    | 27                | 98                        | 3             | 5           | -                          |

## Політика

### Органи влади
До 2020 року місцеві органи влади були представлені Лютинською сільською радою.

### Вибори
Село входить до виборчого округу № 155. У селі розташована виборча дільниця № 560273. Станом на 2011 рік кількість виборців становила 853 особи.

## Культура
У селі працює Лютинський сільський будинок культури на 280 місць. Діє Лютинська публічно-шкільна бібліотека, книжковий фонд якої становлять 19 224 книги та яка має 10 місць для читання, 1 особу персоналу, кількість читачів — 550 осіб.

## Релігія
У першій половині XIX століття село належало до греко-католицької парафії церкви Покрови Богородиці села Велюнь Ровенського повіту, яка з 1840-х років діяла вже як православна парафія.
Список конфесійних громад станом на 2011 рік:
| Релігійна громада УПЦ (Свято-Троїцька)                | УПЦ (МП) | 20 жовтня 2000 | 850 | Церква             | [ 38 ] |
| Релігійна громада Помісної церкви ХВЄ П'ятидесятників | ХВЄ      | 13 жовтня 1999 | 25  | Молитовний будинок | [ 38 ] |
| — православні, — протестантські.                      |          |                |     |                    |        |

## Освіта
У селі діє Лютинська загальноосвітня школа І-ІІІ ступенів. У 2011 році в ній навчалося 212 учнів (із 160 розрахованих) та викладало 25 учителів.
Дошкільна освіта представлена дитячим садком «Лютинський дошкільний навчальний заклад „Світлячок“», у якому станом на 2011 рік навчалося 37 дітей і працювало 5 учителів та вихователів.

## Інфраструктура
У селі наявний сквер площею 900 м². Наявне відділення поштового зв'язку.

## Відомі люди
- Борсук Іван Іванович (1986—2018) — військовослужбовець 14-ї окремої механізованої бригади, Збройних сил України, загинув при виконанні обов'язків, під час війни на сході України в районі м.Попасна.[43][44]

## Галерея

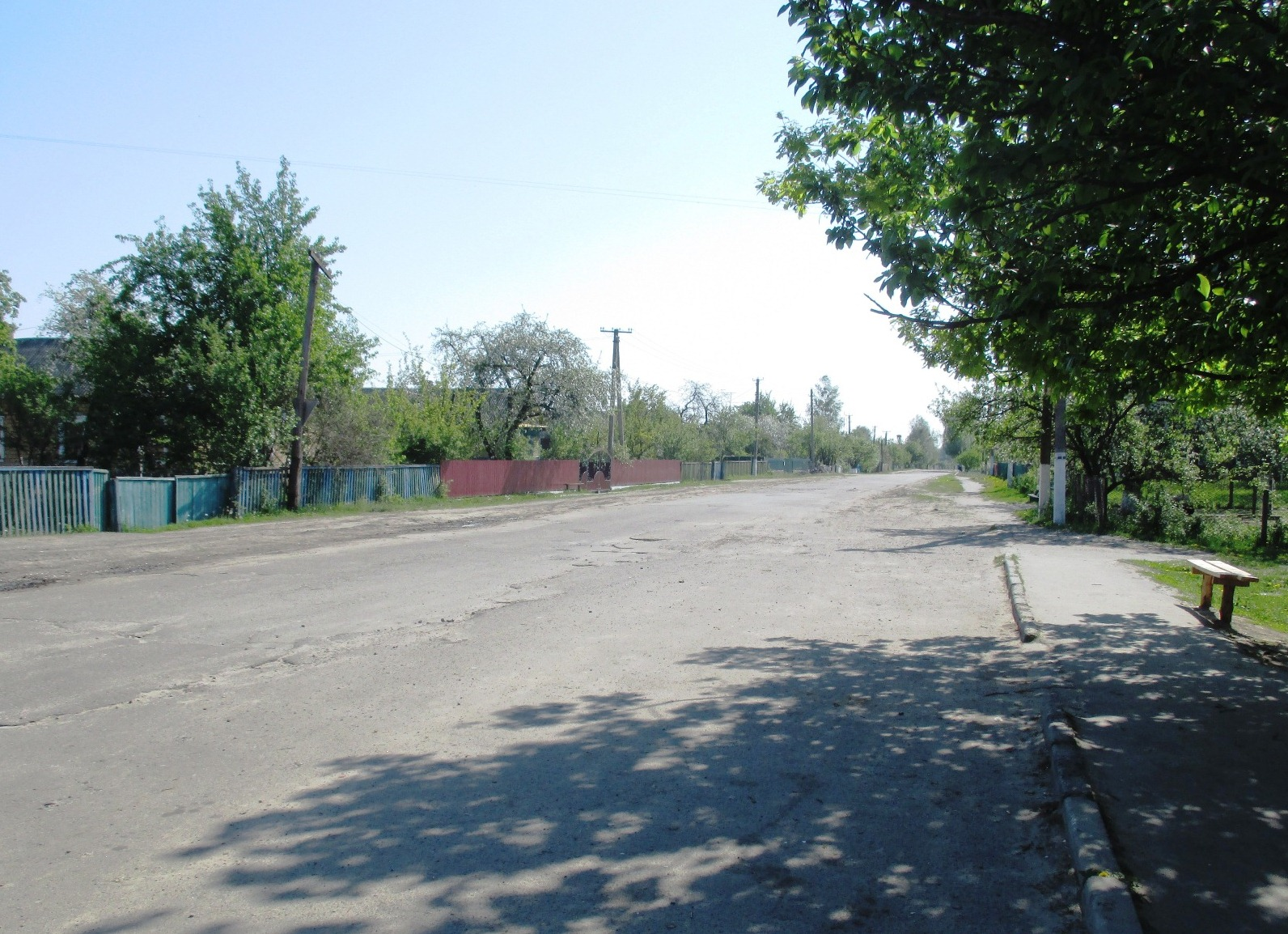
Сільська вулиця (в'їзд з автошляху Н25)
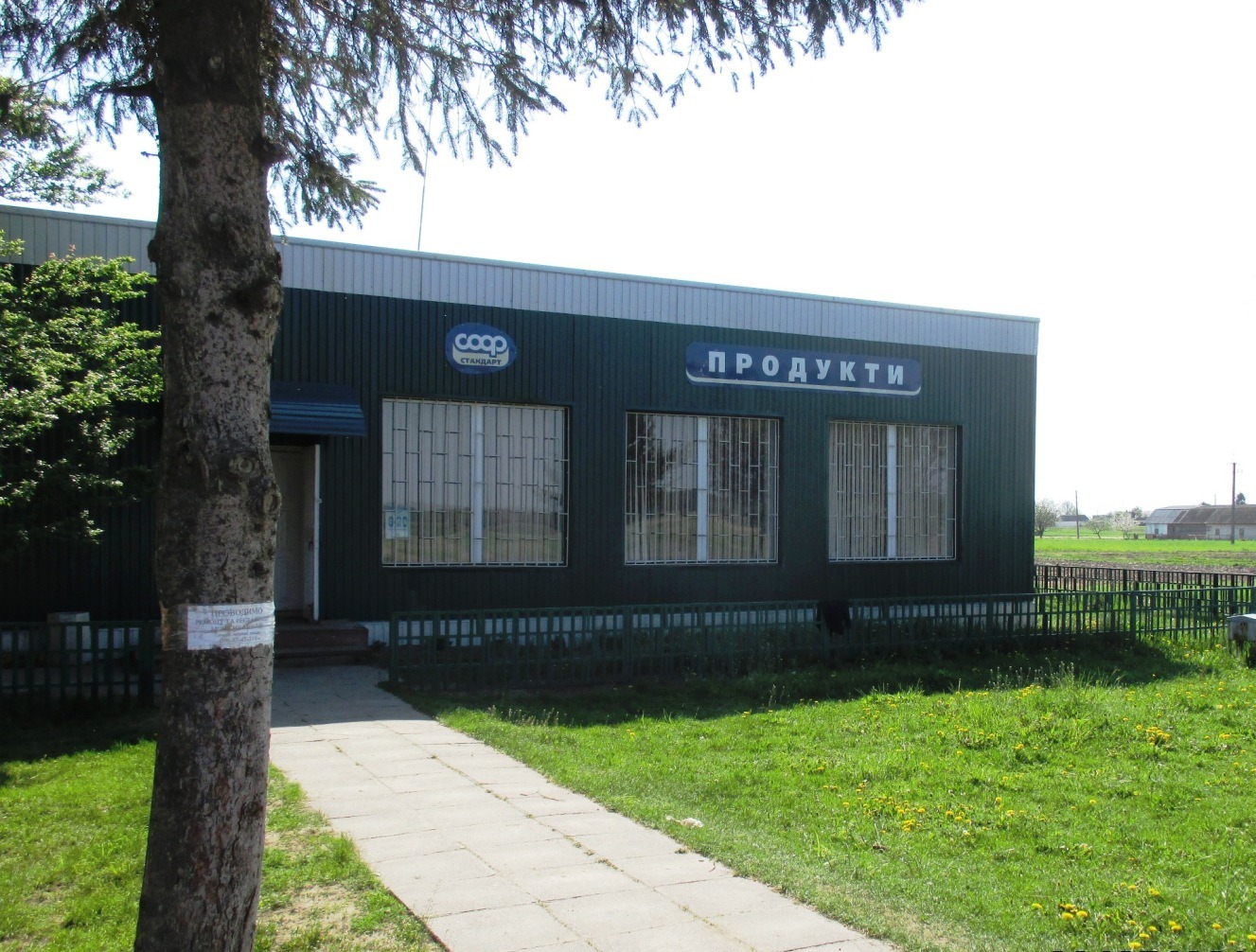
Магазин при в'їзді в село (автошлях Н25)

#### Книги
- Лютинськ // Історія міст і сіл Української РСР. Ровенська область. — К. : Головна редакція УРЕ АН УРСР, 1973. — С. 290. — 15 000 прим.
- Населённые места Российской империи в 500 и более жителей : с указанием всего наличного в них населения и числа жителей преобладающих вероисповеданий по данным первой всеобщей переписи населения 1897 г / Тройницкий Н. А. — СПб, 1905. — 389 с. (рос. дореф.)

#### Офіційні дані та нормативно-правові акти
- Паспорт Дубровицького району (станом на 1 січня 2011 року) (doc). Дубровицька районна рада. Архів оригіналу за 10 лютого 2015. Процитовано 16 жовтня 2019.

#### Мапи
- Історичний Атлас України / Гол. ред. Л. Винар; Упорядн.: І. Тесля, Е. Тютько. Українське історичне товариство. — Монреаль; Нью-Йорк; Мюнхен, 1980. — 182 с.

### Архівні фонди
- Литовська метрика в Російський державний архів давніх актів Фонд 389, опис 1, справа 21, аркуш 172-зворот.